# Ambonil
Ambonil là một xã thuộc tỉnh Drôme trong vùng Auvergne-Rhône-Alpes đông nam nước Pháp. Xã Ambonil nằm ở khu vực có độ cao từ 134-159 mét trên mực nước biển.